# G͟h
Cette page contient des caractères spéciaux ou non latins. S’ils s’affichent mal (▯, ?, etc.), consultez la page d’aide Unicode.
Pour les articles homonymes, voir GH.
G͟h (minuscule g͟h) est un digramme de l'alphabet latin utilisé dans certaines romanisations. Il est composé de la lettre G et la lettre H avec un double macron souscrit.

## Utilisation
Le k͟h est utilisé dans la romanisation de l’arabe de l’Encyclopédie de l’Islam pour translitérer le g͟hāʾ ‹ غ ›.

## Représentation informatique
Il peut être représenter avec le diacritique double macron souscrit ‹ g͟h › ou avec le diacritique trait souscrit ‹ g̲h̲ ›.